# Aphyarctia surinamensis
Aphyarctia surinamensis là một loài bướm đêm thuộc phân họ Arctiinae, họ Erebidae.